# Carlos Navarrete Zuleta
Carlos Augusto Navarrete Zuleta (Medellín, Antioquia, 23 de julio de 1959) es un técnico de fútbol colombiano.
El título de la Copa Merconorte fue uno de sus logros más importantes, que ganó en un club grande como el Club Atlético Nacional. Se destaca también en una Copa Libertadores de América la goleada al Club Cerro Porteño de Paraguay 5-1 en su propio estadio. Y en el torneo local siendo técnico del mismo equipo otra goleada al club América de Cali 6-0 que aseguró el paso a la final del torneo Nacional.

## Clubes
| Club                | País                | Temporada | Categoría           | Partidos | Ganados | Empatados | Perdidos | GF  | GC  | Dif | Rendimiento |
| ------------------- | ------------------- | --------- | ------------------- | -------- | ------- | --------- | -------- | --- | --- | --- | ----------- |
| Once Caldas         | Bandera de Colombia | 1991      | Torneo Apertura     | 38       | 23      | 9         | 6        | 63  | 36  | 27  | 68.42%      |
| Once Caldas         | Bandera de Colombia | 1992      | Torneo Finalización | 26       | 11      | 9         | 6        | 34  | 24  | 10  | 53.84%      |
| Atlético Nacional   | Bandera de Colombia | 2000      | Copa Merconorte     | 5        | 3       | 1         | 1        | 8   | 4   | 4   | 66.66%      |
| Atlético Nacional   | Bandera de Colombia | 2001      | Torneo Finalización | 24       | 10      | 9         | 5        | 27  | 16  | 11  | 54.17%      |
| Envigado F. C.      | Bandera de Colombia | 2006      | Torneo Finalización | 47       | 20      | 20        | 7        | 70  | 45  | 25  | 56.7%       |
| Jaguares de Córdoba | Bandera de Colombia | 2016      | Torneo Apertura     | 0        | 0       | 0         | 0        | 0   | 0   | 0   | 0.0%        |
| TOTAL               | TOTAL               | TOTAL     | TOTAL               | 137      | 64      | 48        | 25       | 195 | 122 | 67  | 59.9%       |

## Palmarés
| Título          | Club              | País     | Año  |
| --------------- | ----------------- | -------- | ---- |
| Copa Merconorte | Atlético Nacional | Colombia | 2000 |